# Carey Mulligan
Carey Hannah Mulligan (sinh ngày 28 tháng 5 năm 1985) là một nữ diễn viên người Anh. Trước khi đóng vai đột phá Jenny trong phim An Education (2009), cô đã từng diễn xuất trong các phim Pride & Prejudice (2005), loạt phim truyền hình Bleak House (2005) do đài BBC chuyển thể từ tiểu thuyết cùng tên của văn hào Charles Dickens, và trong tập Blink của phim truyền hình nhiều tập Doctor Who. Cô đã đoạt "giải sao băng" (Shooting Stars Award) ở Liên hoan phim Berlin 2009.
Ở tuổi 24, cô đã được công nhận là diễn viên tài năng khi đóng vai nhân vật chính "Jenny" trong phim An Education (2009), đoạt Giải BAFTA cho nữ diễn viên chính xuất sắc nhất. Ngoài ra, Mulligan cũng được đề cử cho Giải Quả cầu vàng cho nữ diễn viên phim chính kịch xuất sắc nhất và Giải Oscar cho nữ diễn viên chính xuất sắc nhất cho vai diễn trong phim "An Education" nói trên. Tiếp theo vai Jenny đột phá, cùng năm, cô đã xuất hiện trong phim gây ấn tượng mạnh Brothers và The Greatest.

## Cuộc đời
Mulligan sinh tại Westminster, Luân Đôn, Anh. Cha cô, Stephen, là người gốc ở Liverpool, còn mẹ cô, Nano (nhũ danh Booth), là một giảng viên quê ở Llandeilo miền tây xứ Wales. Ông cụ của cô là người Ireland nhập cư. Cô có người anh tên Owain.
Carey sống ở Đức tới khi lên 8 tuổi vì lúc đó người cha làm quản lý cho khách sạn InterContinental. Mulligan từng nói lòng yêu mến và niềm đam mê diễn xuất của mình đã bắt đầu nhen nhóm từ khi cô học ở trường cũ Woldingham, nơi cô đã tham gia một vai diễn trong vở Sweet Charity của trường vào năm học cuối cùng của cô.
| “ | Tôi đã muốn diễn xuất thật dài lâu, nhưng ở các trường khác mà tôi học không có phân ban kịch tốt như vậy. Mọi người đều khuyến khích cổ vũ. Anh cũng có thể làm bất cứ điều gì mà anh muốn, miễn anh coi điều đó là nghiêm chỉnh. Nếu anh không diễn tập, thì anh sẽ ra rìa. | ” |

## Sự nghiệp
Mulligan bắt đầu sự nghiệp diễn xuất trong vai Kitty Bennett trong phim 'Pride & Prejudice' (2005) dựa trên tiểu thuyết cùng tên của Jane Austen, khi được giới thiệu bởi người đại lý diễn viên Julian Fellowes – mà cô gặp sau khi cô viết thư cho anh ta. Cùng năm, cô xuất hiện trong loạt phim truyền hình đoạt giải BAFTA tên Bleak House do đài BBC chuyển thể từ tiểu thuyết của văn hào Charles Dickens trong vai Ada Clare một trẻ mồ côi.
Suốt năm 2006 cô diễn xuất trong loạt phim truyền hình The Amazing Mrs Pritchard đối diện với Jane Horrocks, cũng như làm diễn viên khách trong "The Sittaford Mystery", một tập của loạt phim Marple chiếu trên ITV.
Diễn xuất trên đã dẫn tới việc làm quan trọng trong năm 2007, bắt đầu bằng các vai trong phim truyền hình như vai Isabella Thorpe trong Northanger Abbey và Emily Harrogate trong Trial & Retribution X: Sins of the Father, diễn viên khách trong các tập của loạt phim Waking The Dead, rồi đóng vai chính, Sally Sparrow, trong tập Blink ở loạt phim Doctor Who.
Cô xuất hiện trong vở The Seagull và phim And When Did You Last See Your Father? chuyển thể từ hồi ký của Blake Morrison. Cô kết thúc năm 2007 bằng việc xuất hiện với Daniel Radcliffe và Kim Catrall trong phim My Boy Jack. 
Năm 2008, bắt đầu xuất hiện ở sân khấu Broadway trong vở The Seagull chuyển thể ở Mỹ - cô được đề cử cho giải Drama Desk.
Năm 2009, cô xuất hiện trong các phim Public Enemies, An Education và The Greatest. Hai phim sau đã có suất chiếu ra mắt ở Liên hoan phim Sundance 2009. Cô cũng sẽ xuất hiện trong phim Brothers vào cuối năm 2009 và phim Never Let Me Go, sẽ phát hành trong năm 2010. 
Năm 2009, Mulligan sẽ có mặt trong phim Wall Street 2 (dự kiến phát hành trong tháng 2 năm 2010) trong đó cô đóng vai Winnie Gekko. Cô sẽ tham gia trong vở Uncle Vanya của Chekhov được diễn lại năm 2010 ở West End,, phim The Electric Slide, phiên bản phim trên màn ảnh lớn của vở kịch Seagull và phim sắp tới của Warren Beatty.

## Đời tư
Mulligan đã hẹn hò với Shia Labeouf, nam diễn viên cùng diễn trong phim Wall Street: Money Never Sleeps từ tháng 8 năm 2009. Mulligan và LaBeouf bắt đầu hẹn hò sau khi đạo diễn Oliver Stone bắt đầu quay phim này. Mulligan thừa nhận là cô thích vai Elsie trong phim My Boy Jack và cô đồng cảm với Elsie vì Elsie trong phim một mực chống đối việc anh trai mình tham gia chiến tranh, cũng tương tự như tình cảm của Mulligan đối với anh trai mình - người mà sau khi tốt nghiệp Đại học Oxford đã tình nguyện gia nhập Territorial Army tham gia chiến tranh ở Iraq (nhưng nay đã trở về Anh).
Mulligan nói rằng cô rất thích chơi trượt tuyết để giải trí, nhưng cô ít chơi trượt tuyết vì sợ tai nạn rủi ro ảnh hưởng tới sự nghiệp: "Ngày nay tôi lo lắng khi trượt tuyết... Tôi không muốn bị gãy một chân và bị mất việc. Nên giờ tôi đi bộ nhiều." Năm 2007, giữa lúc tập diễn vở kịch The Seagull ở Broadway, Mulligan đã bị giải phẫu cắt ruột thừa (appendectomy); làm ngăn trở việc diễn xuất của cô. Thời gian dự trù để phục hồi sức khỏe là từ 3 tới 6 tuần lễ, nhưng chỉ một tuần lễ sau cô đã trở lại sàn diễn, mặc dù cô không thể mặc áo nịt ngực (corset) theo như nhân vật kịch, vì các mũi khâu khi giải phẫu.

## Các phim tham gia
| Year | Film                                      | Role            | Notes |
| ---- | ----------------------------------------- | --------------- | --- |
| 2005 | 'Pride & Prejudice'                       | Kitty Bennet    | |
| 2005 | Bleak House                               | Ada Clare       | TV series |
| 2006 | Marple: The Sittaford Mystery             | Violet Willett  | TV movie |
| 2006 | The Amazing Mrs Pritchard                 | Emily Pritchard | TV series |
| 2006 | Trial & Retribution X: Sins of the Father | Emily Harrogate | TV movie |
| 2007 | Waking The Dead                           | Sister Bridgid  | Season 6, Episode 1 - "The Wren Boys" |
| 2007 | Northanger Abbey                          | Isabella Thorpe | TV movie |
| 2007 | Doctor Who                                | Sally Sparrow   | Season 3, Episode 10 - "Blink" |
| 2007 | And When Did You Last See Your Father?    | Rachel          | |
| 2007 | My Boy Jack                               | Elsie Kipling   | TV movie |
| 2009 | The Greatest                              | Rose            | |
| 2009 | An Education                              | Jenny Miller    | Giải của Hiệp hội phê bình phim Austin cho nữ diễn viên chính xuất sắc nhất Giải BAFTA cho nữ diễn viên chính xuất sắc nhất Giải phim độc lập Anh cho nữ diễn viên chính xuất sắc nhất Giải của Hiệp hội phê bình phim Chicago cho nữ diễn viên chính xuất sắc nhất Giải của Hiệp hội phê bình phim Dallas-Fort Worth cho nữ diễn viên chính xuất sắc nhất Giải Liên hoan phim Hollywood cho nữ diễn viên chính xuất sắc nhất Giải của Hội phê bình phim Houston cho nữ diễn viên chính xuất sắc nhất Giải của Hội phê bình phim London cho nữ diễn viên chính người Anh xuất sắc nhất Giải NBRMP cho nữ diễn viên chính xuất sắc nhất Giải của Hiệp hội phê bình phim St. Louis Gateway cho nữ diễn viên chính xuất sắc nhất Giải của Hiệp hội phê bình phim Toronto cho nữ diễn viên chính xuất sắc nhất Giải của Hiệp hội phê bình phim Utah cho nữ diễn viên chính xuất sắc nhất Giải của Hội phê bình phim Vancouver cho nữ diễn viên chính xuất sắc nhất Giải của Hiệp hội phê bình phim vùng Washington D.C. cho nữ diễn viên chính xuất sắc nhất Đề cử — Giải Oscar cho nữ diễn viên chính xuất sắc nhất Đề cử — Giải Quả cầu vàng cho nữ diễn viên phim chính kịch xuất sắc nhất Đề cử — Giải BAFTA cho ngôi sao mới nổi Đề cử — Giải SAG cho nữ diễn viên chính xuất sắc nhất Đề cử — Giải SAG cho toàn bộ vai diễn xuất sắc nhất trong một phim Đề cử — Giải BFCA cho nữ diễn viên chính xuất sắc nhất Đề cử — Giải Vệ tinh cho nữ diễn viên phim chính kịch xuất sắc nhất Đề cử — Giải của Hội phê bình phim Detroit cho nữ diễn viên chính xuất sắc nhất Đề cử — Giải của Hội phê bình phim London cho nữ diễn viên chính xuất sắc nhất Đề cử — Giải của Hiệp hội phê bình phim Los Angeles cho nữ diễn viên chính xuất sắc nhất Đề cử — Giải của Hội phê bình phim San Diego cho nữ diễn viên chính xuất sắc nhất |
| 2009 | Public Enemies                            | Carole          | |
| 2009 | Brothers                                  | Cassie Willis   | |
| 2010 | Never Let Me Go                           | Kathy           | |
| 2010 | Wall Street 2: Money Never Sleeps         | Winnie Gekko    | |
| 2011 | Drive                                     | Irene           | Giải Liên hoan phim Hollywood cho nữ diễn viên phụ xuất sắc nhất Đang chờ kết quả - Giải BAFTA cho nữ diễn viên phụ xuất sắc nhất |
| 2013 | The Great Gatsby                          | Daisy Buchanan  | |

## Giải thưởng
| Năm  | Giải                                                                             | Thể loại                                                                  | Đề cử        | Kết quả                             |
| ---- | -------------------------------------------------------------------------------- | ------------------------------------------------------------------------- | ------------ | ----------------------------------- |
| 2009 | Liên hoan phim Berlin                                                            | Giải Sao băng                                                             | None         | rowspan=2 Bản mẫu:Đoạt giải         |
| 2009 | Digital Spy Movie Awards                                                         | Ngôi sao tương lai                                                        | None         |                                     |
| 2009 | Drama Desk Award                                                                 | Nữ diễn viên kịch xuất sắc                                                | The Seagull  | Bản mẫu:Đề cử                       |
| 2009 | Alliance of Film Journalists                                                     | Nữ diễn viên chính xuất sắc nhất                                          | An Education | rowspan="11" Bản mẫu:Đoạt giải      |
| 2009 | Giải phim độc lập Anh                                                            | Giải phim độc lập Anh cho nữ diễn viên chính xuất sắc nhất                | An Education |                                     |
| 2009 | Giải Liên hoan phim Hollywood                                                    | Diễn xuất đột phá                                                         | An Education |                                     |
| 2009 | Giải NBRMP cho nữ diễn viên chính xuất sắc nhất                                  | Nữ diễn viên chính xuất sắc nhất                                          | An Education |                                     |
| 2009 | Giải của Hiệp hội phê bình phim Dallas-Fort Worth                                | Nữ diễn viên chính xuất sắc nhất                                          | An Education |                                     |
| 2009 | Giải của Hiệp hội phê bình phim Toronto                                          | Nữ diễn viên chính xuất sắc nhất                                          | An Education |                                     |
| 2009 | Giải của Hiệp hội phê bình phim vùng Washington D.C.                             | Nữ diễn viên chính xuất sắc nhất                                          | An Education |                                     |
| 2009 | Giải của Hiệp hội phê bình phim Chicago cho nữ diễn viên chính xuất sắc nhất     | Nữ diễn viên chính xuất sắc nhất                                          | An Education |                                     |
| 2009 | Giải của Hiệp hội phê bình phim Utah                                             | Nữ diễn viên chính xuất sắc nhất                                          | An Education |                                     |
| 2009 | Giải của Hội phê bình phim Houston                                               | Nữ diễn viên chính xuất sắc nhất                                          | An Education |                                     |
| 2009 | Giải của Hiệp hội phê bình phim St. Louis Gateway 2009                           | Nữ diễn viên chính xuất sắc nhất                                          | An Education |                                     |
| 2009 | Hội phê bình phim London                                                         | Nữ diễn viên chính xuất sắc nhất                                          | An Education | rowspan="7" Bản mẫu:Đề cử           |
| 2009 | Hội phê bình phim London                                                         | Nữ diễn viên Anh xuất sắc nhất                                            | An Education |                                     |
| 2009 | Giải của Hội phê bình phim San Diego                                             | Giải của Hội phê bình phim San Diego cho nữ diễn viên chính xuất sắc nhất | An Education |                                     |
| 2009 | Giải của Hội phê bình phim Detroit 2009                                          | Nữ diễn viên chính xuất sắc nhất                                          | An Education |                                     |
| 2009 | Giải của Hiệp hội phê bình phim Los Angeles cho nữ diễn viên chính xuất sắc nhất | Nữ diễn viên chính xuất sắc nhất                                          | An Education |                                     |
| 2009 | Giải Vệ tinh                                                                     | Giải Vệ tinh cho nữ diễn viên phim chính kịch xuất sắc nhất               | An Education |                                     |
| 2010 | Giải BFCA                                                                        | Nữ diễn viên chính xuất sắc nhất                                          | An Education |                                     |
| 2010 | Giải của Viện Hàn lâm điện ảnh Anh                                               | Giải BAFTA cho nữ diễn viên chính xuất sắc nhất                           | An Education | Bản mẫu:Đoạt giải                   |
| 2010 | Giải của Viện Hàn lâm điện ảnh Anh                                               | Giải BAFTA cho ngôi sao đang lên                                          | None         | rowspan="3" Bản mẫu:Đề cử           |
| 2010 | Giải SAG                                                                         | Giải SAG cho nữ diễn viên chính xuất sắc nhất                             | An Education |                                     |
| 2010 | Giải Quả cầu vàng                                                                | Giải Quả cầu vàng cho nữ diễn viên phim chính kịch xuất sắc nhất          | An Education |                                     |
| 2010 | Giải Oscar                                                                       | Giải Oscar cho nữ diễn viên chính xuất sắc nhất                           | An Education | rowspan="2" Bản mẫu:Chưa quyết định |
| 2010 | Giải phim Anh Evening Standard                                                   | Nữ diễn viên chính xuất sắc nhất                                          | An Education |                                     |
| 2023 | Giải Oscar                                                                       | Giải Oscar cho nữ diễn viên chính xuất sắc nhất (Phim Maestro)            |              | Đề cử                               |